# Sudbury Hill (stanice metra v Londýně)
Sudbury Hill je stanice metra v Londýně, otevřená roku 1903. V letech 1903-1932 se nacházela na District Line. V roce 1932 již na lince:
- Piccadilly Line (mezi stanicemi South Harrow a Sudbury Town)

| Rok  | Počet cestujících |
| ---- | ----------------- |
| 2011 | 2,01 mil          |
| 2012 | 2,03 mil          |
| 2013 | 2,01 mil          |
| 2014 | 2,21 mil          |